# Ben MacDougall
Benjamin MacDougall, detto Ben (Sydney, 25 maggio 1977), è un ex giocatore australiano di rugby a XIII e a XV che, in quest'ultima disciplina, rappresentò la Scozia in ambito internazionale.
Ha indossato la maglia della Nazionale scozzese per la prima volta il 12 febbraio 2006 contro il Galles (28-18 per i gallesi).